# Parrocchie dell'arcidiocesi di Agrigento

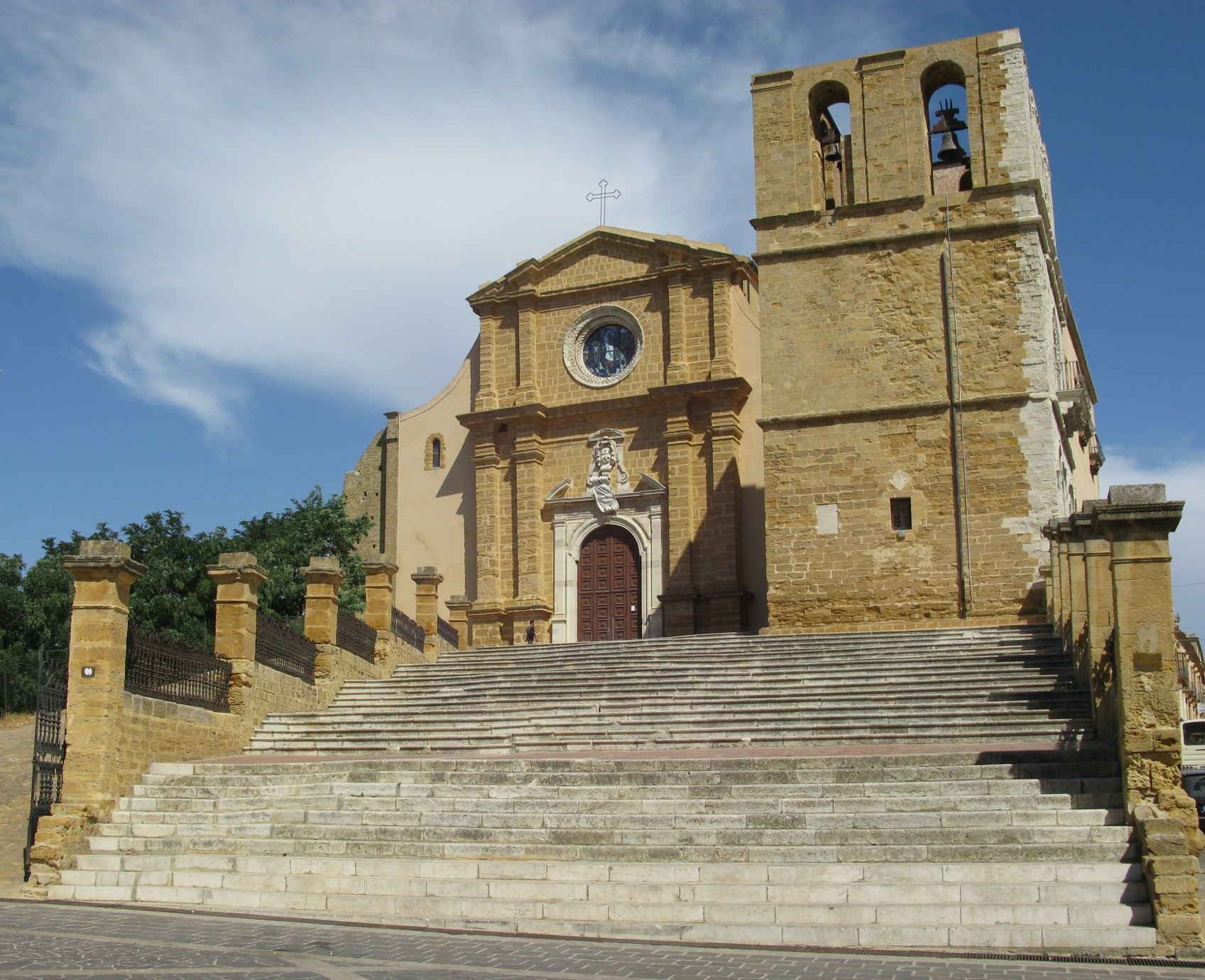
Basilica Cattedrale di San Gerlando di Agrigento

Il territorio dell'arcidiocesi di Agrigento si estende su 3042 km² ed è suddiviso in 194 parrocchie, raggruppate in 10 vicariati che formano le 5 zone pastorali

## Suddivisione
Di seguito viene riportato l'elenco dei 10 vicariati foranei suddivisi per zone pastorali:
- Zona 1-San Gerlando (3 vicariati foranei):
  - Agrigento
  - Aragona
  - Porto Empedocle
- Zona 2-Sant'Angelo (1 vicariato foraneo):
  - Licata
- Zona 3-Padre Gioacchino La Lomia (2 vicariati foranei):
  - Canicattì
  - Ravanusa
- Zona 4-San Giacinto Giordano Ansalone (2 vicariati foranei):
  - Cammarata
  - Santo Stefano Quisquina
- Zona 5-San Calogero (2 vicariati foranei):
  - Ribera
  - Sciacca

## Zona 1-San Gerlando

### Vicariato foraneo di Agrigento
| Parrocchia                           | Comune o Frazione               |
| ------------------------------------ | ------------------------------- |
| Cattedrale di San Gerlando           | Agrigento                       |
| San Michele (o Badiola)              | Agrigento                       |
| Santa Maria degli Angeli             | Agrigento                       |
| Basilica dell'Immacolata Concezione  | Agrigento                       |
| B.M.V. Assunta (o Santa Lucia)       | Agrigento                       |
| San Giuseppe                         | Agrigento                       |
| San Giacomo                          | Agrigento                       |
| San Francesco di Paola               | Agrigento                       |
| B.M.V. del Carmelo                   | Agrigento                       |
| B.M.V. di Fatima                     | Agrigento                       |
| B.M.V. della Divina Provvidenza      | Agrigento                       |
| B.M.V. Mediatrice di Tutte le Grazie | Agrigento                       |
| SS. Crocifisso (o San Vito)          | Agrigento                       |
| Santa Teresa del Bambino Gesù        | Agrigento                       |
| Santa Gemma Galgani                  | Agrigento                       |
| Sacro Cuore di Gesù                  | Agrigento                       |
| San Nicola                           | Fontanelle (Agrigento)          |
| B.M.V. Madre della Chiesa            | San Giusippuzzu (Agrigento)     |
| San Giovanni Battista                | San Michele (Agrigento)         |
| Maria SS. della Catena               | Villaseta (Agrigento)           |
| Santa Croce -                        | Villaseta (Agrigento)           |
| San Lorenzo -                        | Monserrato (Agrigento)          |
| Santa Rosa da Viterbo                | Villaggio Mosè (Agrigento)      |
| Cuore Immacolato di Maria            | Villaggio Mosè (Agrigento)      |
| San Gregorio                         | Cannatello (Agrigento)          |
| San Pio X                            | Villaggio Peruzzo (Agrigento)   |
| San Leone                            | San Leone (Agrigento)           |
| B.M.V. Annunziata                    | Maddalusa (Agrigento)           |
| San Giuseppe Artigiano               | Villaggio La Loggia (Agrigento) |
| San Lorenzo Martire                  | Montaperto (Agrigento)          |
| Santa Maria della Pietà              | Giardina Gallotti (Agrigento)   |

### Vicariato foraneo di Aragona
| Parrocchia                           | Comune            |
| ------------------------------------ | ----------------- |
| SS. Crocifisso – Matrice             | Aragona           |
| B.M.V. del SS. Rosario di Pompei     | Aragona           |
| B.M.V. della Mercede                 | Aragona           |
| Madonna del Rosario                  | Aragona           |
| San Francesco d’Assisi               | Aragona           |
| San Giuseppe Artigiano               | Aragona           |
| SS. Cuore di Gesù                    | Aragona           |
| S. Giacomo Apostolo – Matrice        | Comitini          |
| Sant’Antonio di Padova – Matrice     | Favara            |
| B.M.V. del Carmelo                   | Favara            |
| B.M.V. dell’Itria                    | Favara            |
| B.M.V. del Transito                  | Favara            |
| B.M.V. Mediatrice di Tutte le Grazie | Favara            |
| San Calogero                         | Favara            |
| San Giuseppe Artigiano               | Favara            |
| San Vito                             | Favara            |
| Santi Apostoli Pietro e Paolo        | Favara            |
| San Francesco di Paola – Matrice     | Joppolo Giancaxio |
| Santa Oliva – Matrice                | Raffadali         |
| B.M.V. del SS.Rosario                | Raffadali         |
| Sant’Antonio di Padova               | Raffadali         |
| Santa Gemma Galgani                  | Raffadali         |
| San Giordano Giacinto Ansalone       | Raffadali         |
| Santo Stefano Martire – Matrice      | Sant'Elisabetta   |

### Vicariato foraneo di Porto Empedocle
| Parrocchia                             | Comune o Frazione                       |
| -------------------------------------- | --------------------------------------- |
| Maria SS. del Buon Consiglio - Matrice | Porto Empedocle                         |
| Santa Croce                            | Porto Empedocle                         |
| Maria SS. del Carmine                  | Porto Empedocle                         |
| San Giuseppe Lavoratore                | Porto Empedocle                         |
| SS. Trinità                            | Porto Empedocle                         |
| San Domenico – Matrice                 | Realmonte                               |
| SS. Crocifisso – Matrice               | Siculiana                               |
| B.M.V. Immacolata                      | Siculiana                               |
| San Leonardo – Matrice                 | Montallegro                             |
| Spirito Santo – Matrice                | Cattolica Eraclea                       |
| B.M.V. della Mercede                   | Cattolica Eraclea                       |
| Sant’Antonio Abate                     | Cattolica Eraclea                       |
| San Gerlando – Matrice                 | Isola di Lampedusa (Lampedusa e Linosa) |
| San Gerlando – Matrice                 | Isola di Linosa (Lampedusa e Linosa)    |

## Zona 2-Sant'Angelo

### Vicariato foraneo di Licata
| Parrocchia                          | Comune               |
| ----------------------------------- | -------------------- |
| Santi Antonio e Vincenzo – Matrice  | Licata               |
| B.M.V. del Cotturro                 | Licata               |
| B.M.V. del Monte Carmelo            | Licata               |
| B.M.V. di Loreto                    | Licata               |
| B.M.V. di Monserrato                | Licata               |
| B.M.V. di Sabuci                    | Licata               |
| Maria SS. delle Sette Spade         | Licata               |
| Sant’Agostino                       | Licata               |
| Sant’Andrea Apostolo                | Licata               |
| Santa Barbara                       | Licata               |
| San Domenico                        | Licata               |
| San Gabriele dell’Addolorata        | Licata               |
| San Giuseppe Maria Tomasi           | Licata               |
| Santa Maria La Vetere               | Licata               |
| San Paolo                           | Licata               |
| Maria SS. del Rosario – Matrice     | Palma di Montechiaro |
| B.M.V. Immacolata                   | Palma di Montechiaro |
| Maria SS. degli Angeli              | Palma di Montechiaro |
| Sant’Antonio di Padova              | Palma di Montechiaro |
| San Giuseppe Artigiano              | Palma di Montechiaro |
| San Giuseppe Maria Tomasi           | Palma di Montechiaro |
| Sacra Famiglia                      | Palma di Montechiaro |
| Trasfigurazione di N.S. Gesù Cristo | Palma di Montechiaro |

## Zona 3-Padre Gioacchino La Lomia

### Vicariato foraneo di Canicattì
| Parrocchia                      | Comune        |
| ------------------------------- | ------------- |
| San Pancrazio - Matrice         | Canicattì     |
| B.M.V. dell’Aiuto               | Canicattì     |
| Maria Ausiliatrice              | Canicattì     |
| San Biagio                      | Canicattì     |
| San Calogero                    | Canicattì     |
| San Diego                       | Canicattì     |
| San Domenico                    | Canicattì     |
| Sant’Eduardo                    | Canicattì     |
| San Francesco d’Assisi          | Canicattì     |
| Santa Lucia                     | Canicattì     |
| Santo Spirito                   | Canicattì     |
| Sacra Famiglia                  | Canicattì     |
| SS. Crocifisso                  | Canicattì     |
| SS. Redentore                   | Canicattì     |
| Santa Venera – Matrice          | Grotte        |
| B.M.V. del Monte Carmelo        | Grotte        |
| San Rocco                       | Grotte        |
| Maria SS. Annunziata - Matrice  | Racalmuto     |
| Madonna del Carmelo             | Racalmuto     |
| Madonna della Rocca             | Racalmuto     |
| San Giuliano                    | Racalmuto     |
| Maria SS. del Rosario – Matrice | Castrofilippo |
| Sant’Antonio Abate              | Castrofilippo |
| SS. Salvatore – Matrice         | Camastra      |
| Maria SS. Annunziata – Matrice  | Naro          |
| B.M.V. del Lume                 | Naro          |
| Sant’Agostino                   | Naro          |
| Sant’Erasmo                     | Naro          |
| San Francesco d’Assisi          | Naro          |
| San Nicolò di Bari              | Naro          |

### Vicariato foraneo di Ravanusa
| Parrocchia                      | Comune               |
| ------------------------------- | -------------------- |
| San Giacomo – Matrice           | Ravanusa             |
| B.M.V. di Fatima                | Ravanusa             |
| Santa Croce                     | Ravanusa             |
| San Michele                     | Ravanusa             |
| Sacra Famiglia                  | Ravanusa             |
| San Giovanni Battista – Matrice | Campobello di Licata |
| B.M.V. di Lourdes               | Campobello di Licata |
| B.M.V. Immacolata               | Campobello di Licata |
| Gesù e Maria                    | Campobello di Licata |
| San Giuseppe                    | Campobello di Licata |

## Zona 4-San Giacinto Giordano Ansalone

### Vicariato foraneo di Cammarata
| Parrocchia                      | Comune              |
| ------------------------------- | ------------------- |
| San Nicolò di Bari – Matrice    | Cammarata           |
| B.M.V. Immacolata               | Cammarata           |
| Santa Domenica                  | Cammarata           |
| Santa Maria di Gesù             | Cammarata           |
| San Vito                        | Cammarata           |
| San Giovanni Battista – Matrice | San Giovanni Gemini |
| B.M.V. di Fatima                | San Giovanni Gemini |
| San Vincenzo Ferreri – Matrice  | Casteltermini       |
| Gesù e Maria                    | Casteltermini       |
| Maria SS. del Monte Carmelo     | Casteltermini       |
| San Francesco d’Assisi          | Casteltermini       |

### Vicariato foraneo di Santo Stefano Quisquina
| Parrocchia                        | Comune                  |
| --------------------------------- | ----------------------- |
| San Nicolò di Bari – Matrice      | Santo Stefano Quisquina |
| B.M.V. del Carmelo                | Santo Stefano Quisquina |
| Santa Maria del Pilerio – Matrice | Alessandria della Rocca |
| B.M.V. del Monte Carmelo          | Alessandria della Rocca |
| Mater Salvatoris – Matrice        | Bivona                  |
| Santuario di Santa Rosalia        | Bivona                  |
| SS. Trinità – Matrice             | Cianciana               |
| Maria SS. del Carmelo             | Cianciana               |
| Sant’Antonio                      | Cianciana               |
| San Biagio – Matrice              | San Biagio Platani      |
| Sacra Famiglia                    | San Biagio Platani      |
| Sant’Angelo Martire – Matrice     | Sant'Angelo Muxaro      |

## Zona 5-San Calogero

### Vicariato foraneo di Ribera
| Parrocchia                     | Comune             |
| ------------------------------ | ------------------ |
| San Nicolò di Bari – Matrice   | Ribera             |
| Maria SS. Immacolata           | Ribera             |
| B.M.V. della Pietà             | Ribera             |
| San Domenico Savio             | Ribera             |
| San Giovanni Bosco             | Ribera             |
| San Pietro Apostolo            | Ribera             |
| Santa Teresa del Bambino Gesù  | Ribera             |
| Sant’Antonio Abate – Matrice   | Burgio             |
| B.M.V. del Carmelo             | Burgio             |
| San Vincenzo Ferreri – Matrice | Calamonaci         |
| B.M.V. del Carmelo – Matrice   | Caltabellotta      |
| Sant’Agostino                  | Caltabellotta      |
| San Francesco d’Assisi         | Caltabellotta      |
| San Pellegrino                 | Caltabellotta      |
| Maria SS. Immacolata – Matrice | Lucca Sicula       |
| B.M.V. della Catena – Matrice  | Villafranca Sicula |

### Vicariato foraneo di Sciacca
| Parrocchia                       | Comune                  |
| -------------------------------- | ----------------------- |
| Santa Maria Maddalena – Matrice  | Sciacca                 |
| B.M.V. del Carmelo               | Sciacca                 |
| B.M.V. del Perpetuo Soccorso     | Sciacca                 |
| B.M.V. di Fatima                 | Sciacca                 |
| B.M.V. di Loreto                 | Sciacca                 |
| San Calogero                     | Sciacca                 |
| Santa Caterina                   | Sciacca                 |
| San Francesco di Paola           | Sciacca                 |
| San Michele Arcangelo            | Sciacca                 |
| San Pietro Apostolo              | Sciacca                 |
| Sant’Antonio di Padova – Matrice | Menfi                   |
| B.M.V. del Perpetuo Soccorso     | Menfi                   |
| Maria SS. Addolorata             | Menfi                   |
| Maria SS. della Consolazione     | Menfi                   |
| Maria SS. delle Grazie           | Menfi                   |
| San Michele Arcangelo            | Menfi                   |
| Santi Pietro e Paolo – Matrice   | Montevago               |
| Santa Maria Assunta – Matrice    | Sambuca di Sicilia      |
| B.M.V. Bambina                   | Sambuca di Sicilia      |
| B.M.V. dell’Udienza              | Sambuca di Sicilia      |
| Santa Lucia                      | Sambuca di Sicilia      |
| Santissimo Rosario – Matrice     | Santa Margherita Belice |
| Sant’Antonio Abate               | Santa Margherita Belice |